# Entreatos
Entreatos é um filme documentário brasileiro de 2004, dirigido pelo cineasta brasileiro João Moreira Salles, sobre os bastidores da campanha política de Luiz Inácio Lula da Silva em 2002.

## Sinopse
De 25 de setembro a 27 de outubro de 2002, a equipe de Entreatos acompanhou passo-a-passo a campanha de Lula à presidência da República.
O filme revela os bastidores de um momento histórico através de material exclusivo, como conversas privadas, reuniões estratégicas, telefonemas, traslados, gravações de pronunciamentos e programas eleitorais.

## Extras do DVD
Acompanhando o filme Entreatos, o filme "Atos - A Campanha Pública de Lula" (140 minutos) foi vendido como um extra embora possa ser considerado um novo filme.